# Ordonnances ecclésiastiques
Pour les articles homonymes, voir Ordonnance et Ordonnance (religion).

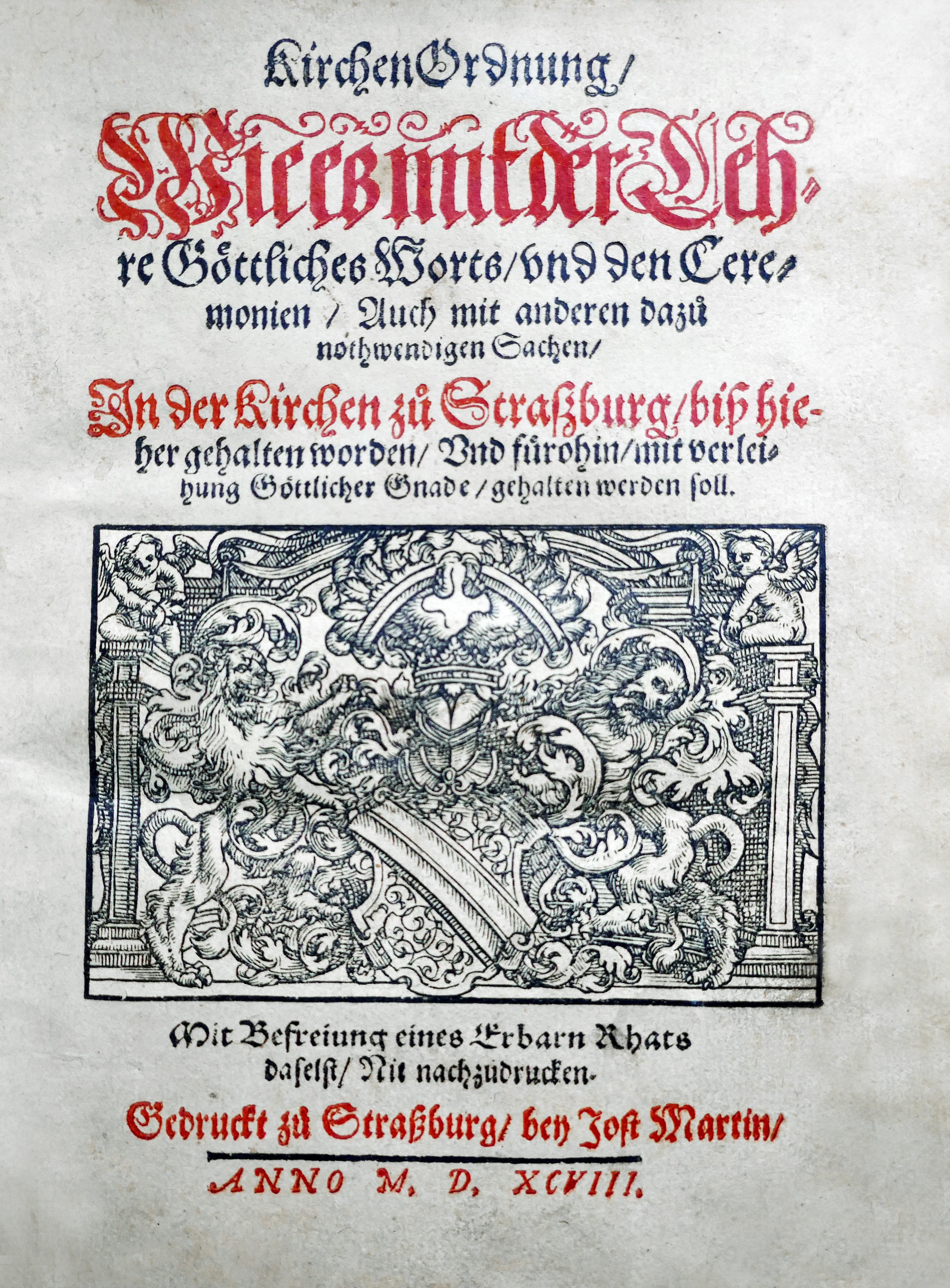
Ordonnance ecclésiastique de Strasbourg (1598).
Fonds ancien de la Médiathèque protestante de Strasbourg.

Les ordonnances ecclésiastiques (Kirchenordnungen), sont des textes qui règlementent la vie des Églises protestantes d'Alsace-Moselle, rédigés par des pasteurs et des juristes et promulgués par les autorités civiles.

## Vue d’ensemble
Après l’introduction de la Réforme protestante en Alsace, l’ordonnance ecclésiastique remplace dans les 48 Églises protestantes, en majorité luthériennes, le droit canon, ainsi que, dans ses parties consacrées à la liturgie, le missel et les rituels traditionnels. L’ordonnance ecclésiastique ne réglait pas tous les problèmes qui pouvaient se poser, ce qui rendait nécessaire la promulgation d’autres textes. Plus tard, elles sont des documents de référence dans la vie des Églises.
Seules deux ordonnances émergent dans la première moitié du XVIe siècle : celle de Strasbourg de 1534 et celle du comté de Hanau-Lichtenberg de 1545, connue sous le nom de « Réformation de Cologne ». Élaborée par Martin Bucer (Bucers Deutsche Schriften 11, 1, 147- 429), elle est adoptée dans le comté en 1545. Qualifiée en 1573 d’ordonnance ecclésiastique, mais jugée trop longue, elle sera remplacée à cette date par un nouveau texte. La plupart des ordonnances voient le jour dans la seconde moitié du siècle quand la grande majorité des Églises d’Alsace évoluent vers un luthéranisme orthodoxe. Citons en particulier celle de 1560 pour les possessions wurtembergeoises de Riquewihr, Horbourg et Montbéliard, celles de 1571 et 1605 pour La Petite-Pierre, celle du Hanau-Lichtenberg de 1573, celle de Munster de 1575, celle de Sarrewerden de 1576, celle de Strasbourg de 1598. La dernière apparaît à Colmar en 1637. Dans certains territoires comme le comté de la Petite-Pierre, celui de Sarrewerden et la baronnie de Fénétrange, les ordonnances changent en fonction des changements des autorités.
Dans bien des cas, l’ordonnance ecclésiastique n’est pas propre à une localité ou  à un territoire donné, mais est reprise d’une ordonnance utilisée dans d’autres territoires de l’Empire, relevant du même seigneur ou prince. Ainsi l’ordonnance du duché palatin de Deux-Ponts de 1557 est en usage, du moins pour un temps, dans le comté de La Petite-Pierre, dans les bailliages de Bischwiller et de Cleebourg et dans le comté de Sarrewerden. Mais d’autres ordonnances apparaissent telles que celle de Nassau-Weilburg de 1574-1576 dans le comté de Sarrewerden et celle de Leiningen-Westerburg dans la seigneurie d’Oberbronn. Dans les villages de Dehlingen, Fénétrange et Diemeringen, c’est d’abord l’ordonnance ecclésiastique du comte palatin et prince électeur Otto Heinrich de 1556 qui est en vigueur, puis, après 1603, celle des Wild- und Rheingrafschaften. L’ordonnance ecclésiastique du prince électeur du Palatinat de 1563 est en vigueur dans la seigneurie d’Asswiller et dans le bailliage d’Altenstadt. Dans le comté de Horbourg et dans la seigneurie de Riquewihr, c’était en général l’ordonnance ecclésiastique du Wurtemberg de 1553-1559 qui faisait autorité, moyennant l’une ou l’autre modification. Mulhouse, rattachée à la Suisse, a repris en 1565 une ordonnance ecclésiastique de Bâle.
Quelques ordonnances ecclésiastiques sont propres à certains territoires et villes d’Alsace. Ce sont celles de Strasbourg (1534 et 1598), du comté de Hanau-Lichtenberg (1573), de Munster (1575), de Colmar (1637). Mais dans bien des parties elles ont repris des formulations d’autres ordonnances ecclésiastiques, principalement de celle du Wurtemberg.

## Les ordonnances ecclésiastiques de Strasbourg
Une première ordonnance ecclésiastique promulguée à Strasbourg en 1534 était le fruit d’un synode réuni l’année précédente. Face à certains dissidents, elle fixe la doctrine officielle de la ville qui s’était exprimée, selon cette ordonnance, dans la Confession tétrapolitaine et les Seize Articles. L’ordonnance traite des pasteurs, de la manière de les choisir, de leur réunion tous les quinze jours avec les Kirchspielpfleger (curateurs). L’article sur les sacrements stipule que les enfants doivent être baptisés dans les six semaines après la naissance et que la cène doit être célébrée une fois par mois dans toutes les paroisses. Il est question de l’instruction religieuse, de la sanctification du dimanche et du mariage. Le dernier article traite des Églises dans les localités relevant de Strasbourg, en stigmatisant le relâchement des mœurs. Les Églises doivent être inspectées. L’ordonnance énumère divers commentaires bibliques qui doivent être présents dans chaque paroisse à côté de la Bible en version allemande et en version latine.
En 1598 est promulguée une autre ordonnance ecclésiastique, l’une des plus volumineuses du XVIe siècle. Elle est l’aboutissement d’un mouvement accru de luthéranisation qui s’amorce chez Bucer, notamment par la Concorde de Wittemberg de 1536, pour se déployer pleinement sous Marbach dans la seconde moitié du XVIe siècle. L’accent est mis sur l’uniformité de la doctrine qui s’exprime par les confessions de foi luthériennes, rassemblées dans le Livre de Concorde. Le texte ne prend pas seulement ses distances par rapport au catholicisme, mais aussi par rapport à la théologie réformée, en particulier dans la conception de la cène et de la prédestination. Une première partie de l’ordonnance (p. 537-581) expose le cœur de la doctrine luthérienne, c’est-à-dire la justification par la foi en fonction de laquelle s’orientent les autres articles. L’autorité de l’Écriture sainte est rappelée et la traduction de Luther est mise en valeur. Mais les écrits des Pères des conciles et des trois principaux symboles de l’Église ancienne sont aussi évoqués.
Un long développement (p. 546-581) qui mêle des informations historiques et des considérations doctrinales expose, selon un point de vue luthérien, le conflit qui, pour un temps, a éloigné Martin Bucer et ses collègues de Luther, avant de les rapprocher de nouveau et de conduire à l’adoption définitive par les Strasbourgeois de la Confession d’Augsbourg. La seconde partie de l’ordonnance traite des cérémonies. Par la suite, cette ordonnance sera rééditée plusieurs fois, encore en 1774. Il est question des divers cultes célébrés le dimanche et en semaine à Strasbourg, de la prédication, du baptême, de la cène et de la préparation des communiants le samedi soir, mais aussi de la cène donnée aux malades. Parmi les fêtes célébrées apparaît désormais le Vendredi saint. Une place plus grande que dans les premières années de la Réformation est faite à l’orgue et à la musique. Le chant est valorisé. La pratique du catéchisme est explicitée ainsi que tout ce qui concerne le mariage, les obsèques et l’ordination des ministres.
Une troisième partie aborde le ministère pastoral, l’engagement des pasteurs, leur pratique du ministère, leurs réunions régulières, l’activité du convent ecclésiastique et celle de son président, les écoles, le séminaire et l’hôpital. Il est question aussi des anabaptistes, de la jeunesse, du dimanche, des visites pastorales (inspections), limitées en fait aux Églises de la campagne dépendant de la ville. Il n’est question nulle part de la confirmation.
À côté de l’ordonnance ecclésiastique du Hanau-Lichtenberg, celle de Strasbourg a été la plus répandue. Elle fut non seulement en vigueur à Strasbourg et dans les localités dépendant de la ville, mais aussi dans celles aux mains des chevaliers passés au protestantisme, dans la baronnie de Fleckenstein et dans la seigneurie de Schoeneck. Une version révisée fut réalisée en 1670.

## L’ordonnance du comté de Hanau-Lichtenberg
En 1573 une nouvelle ordonnance ecclésiastique est promulguée dans le comté de Hanau-Lichtenberg, réunifié en 1570, et comportant 136 villages. Le premier article précise le déroulement du culte. Là où existe une école latine, les élèves doivent chanter une antienne en latin. Ailleurs, tout se passe en allemand. Le pasteur doit assurer la prédication, qui doit éviter la polémique, les spéculations et les fables enfantines, et doit chanter certaines parties du culte. L’instruction catéchétique doit se faire tous les dimanches sur la base du Petit Catéchisme de Luther et avec examen des enfants. Les baptêmes seront célébrés dans le cadre du culte. Le pasteur doit donner son accord pour le choix des parrains. La cène sera célébrée six fois par an et précédée la veille par un culte de préparation. Les mariages auront lieu en présence de toute l’assemblée paroissiale. Les fêtes traditionnelles doivent être célébrées, y compris les fêtes mariales. Tous les ans, entre Pâques et Pentecôte, chaque paroisse doit être inspectée par des représentants de l’autorité civile et de l’autorité ecclésiastique. L’interrogatoire porte à la fois sur la vie et sur les croyances des fidèles et sur le ministère du pasteur. Un synode annuel doit réunir les pasteurs.
En 1659 paraît une nouvelle édition de cette ordonnance ecclésiastique. Longue de 552 pages, elle est six fois plus volumineuse que celle de 1573. C’est un véritable manuel de droit ecclésiastique. Elle traite en particulier des privilèges des pasteurs et des enseignants. Ils sont dispensés de l’obligation de monter la garde et de participer aux corvées, les biens curiaux ne sont pas soumis à l’impôt. Trois grandes parties de l’ordonnance traitent du culte et de la discipline, de l’administration de l’Église et des prières. L’ordonnance prévoit aussi des dispositions pour le baptême d’un Turc.

## Munster et Colmar

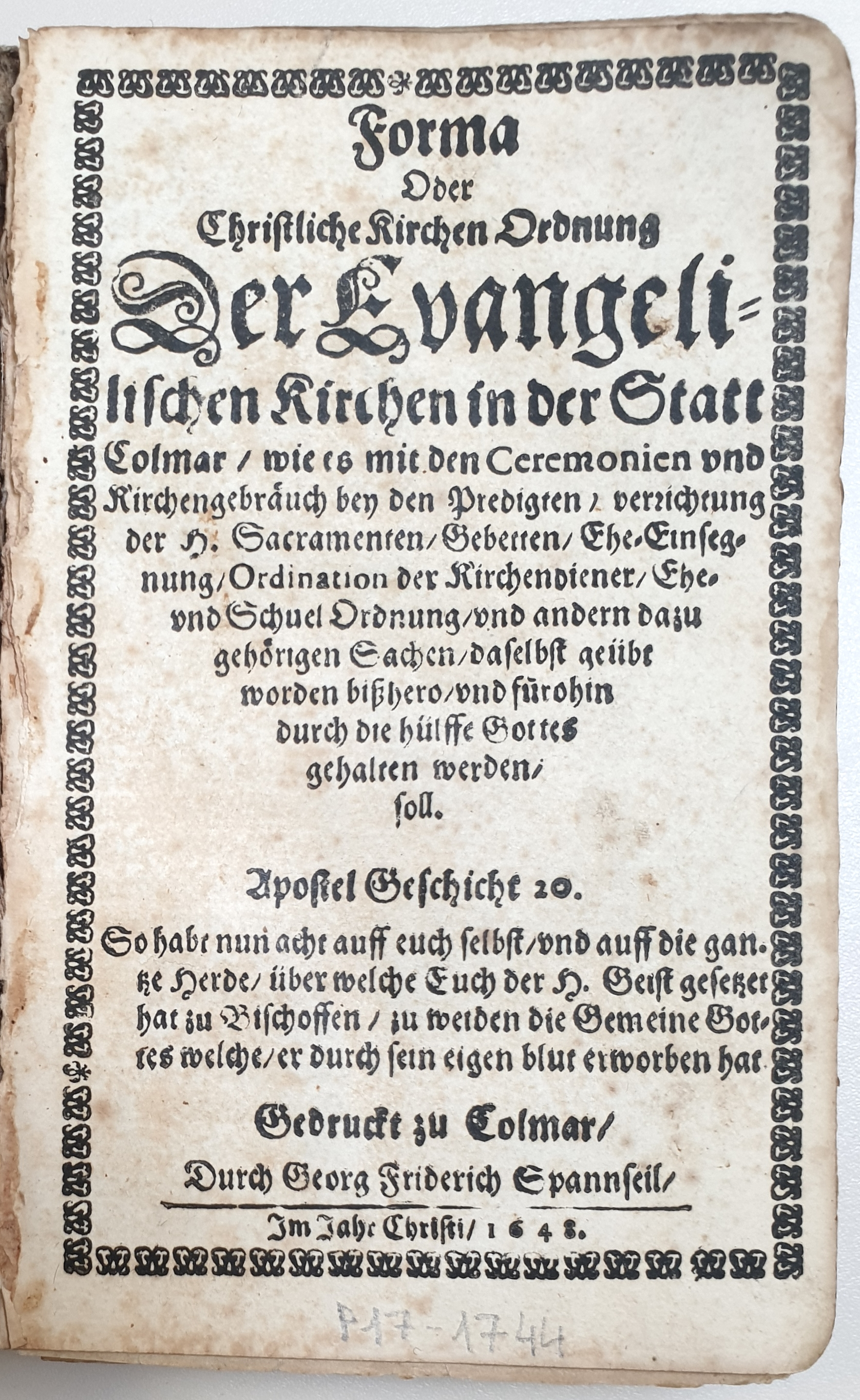
Ordonnance ecclésiastique de Colmar (1648).
Fonds ancien de la Médiathèque protestante de Strasbourg.

Limitée à l’Église de Munster et jamais imprimée, une ordonnance ecclésiastique de 1575 ne contient ni textes de prières ni dispositions concernant l’administration de l’Église. Elle souligne l’obligation de participer au culte, sous peine d’être exposé dans une cage à la risée des passants. Seuls ceux qui se rattachent à la confession d’Augsbourg et mènent une vie honorable peuvent être parrains. L’autorisation des parents ou des tuteurs est requise pour se marier. L’adultère sera sévèrement puni. Des peines rigoureuses sont prévues pour les blasphémateurs et divers excès dans la vie sociale.
À Colmar, ville qui n’est passée au protestantisme qu’en 1575, on s’est référé d’abord, semble-t-il, à l’ordonnance ecclésiastique du Wurtemberg, avant de promulguer en 1637 une ordonnance propre à la ville. Mais pour l’essentiel, elle se fonde sur les ordonnances du Wurtemberg et de Strasbourg. Elle traite du déroulement des divers cultes célébrés le dimanche, d’autres célébrations le mercredi et le vendredi, d’un culte de pénitence mensuel et d’autres cultes au cours de l’année. La cène est célébrée tous les mois et aux grandes fêtes de l’année ecclésiastique, avec une préparation la veille. Une version élargie de l’ordonnance paraît en 1648. Elle comporte en particulier le Petit Catéchisme de Luther et celui de Brenz et précise les conditions requises pour se marier, ainsi que les modalités pour l’engagement d’un pasteur.

## Après la fin de l’Ancien Régime
Plus ou moins bien observées, selon les temps et les circonstances, les diverses ordonnances ecclésiastiques sont restées en vigueur jusqu’à la fin de l’Ancien Régime. L’unification des Églises luthériennes et la constitution, par les articles organiques de 1802, d’une seule entité ecclésiale luthérienne, désignée par « les Églises de la confession d’Augsbourg », et la création d’Églises réformées relevant des mêmes Articles les ont rendues obsolètes. Pourtant, l’article 44 des articles organiques affirme que « les attributions du consistoire général et du directoire continuent d’être régies par les règlements et coutumes des Églises de la Confession d’Augsbourg, dans toutes les choses auxquelles il n’a point été formellement dérogé par les lois de la République et par les présents articles ».
Les articles organiques promulgués par l’État constituent jusqu’à nos jours la base du statut juridique des Églises protestantes d’Alsace-Moselle. Par la suite, divers décrets ont complété ou modifié certaines de ses dispositions. À côté des lois et décrets émis par l’État, fixant le statut des Églises et précisant leurs institutions et leur fonctionnement, un droit interne de type réglementaire a peu à peu été mis en place par les organes directeurs des Églises, tels que le directoire et le consistoire général (supérieur) de l’Église de la Confession d’Augsbourg et les consistoires réformés, réunis en 1905 en un synode commun. Le droit interne reconnu de manière générale par l’État, et qui, lui aussi, a pu varier au cours du temps, concerne les divers aspects de la vie de l’Église, en tenant compte à la fois des traditions doctrinales des Églises concernées et des conditions actuelles dans lesquelles s’exerce leur service.